# おだぎみを
おだぎ みをは、日本の漫画家。埼玉県白岡市出身。女性。主に同人誌で活躍し、商業誌では挿絵の仕事が多い。夫は漫画家の伊藤伸平。
髪を20年以上伸ばし続けていて、身長より長い。そのせいか、なぜか町中でインド人にナンパされることが多いという。
また、自身のホームページで日本国外のオタク事情を報告している。

## 主な作品
- マンガでわかるCSR 入門編
- 漢字王挑戦クイズ（共著）
- 地下道の悪魔（挿絵）
- 学研 まんがでよくわかるシリーズ
非売品であり、学校図書室や公立図書館、市町村教育委員会などに配布。学研キッズネットにて電子書籍版を無料公開。
  - ビスケットのひみつ
  - 宅配ピザのひみつ
  - 家庭用殺虫剤のひみつ
  - 森と木のひみつ
  - 漢方のひみつ
  - ドラッグストアと調剤のひみつ
  - いなり寿司のひみつ
  - あまさけのひみつ
  - 乳酸菌のひみつ【新版】
- 学研 まんがでよくわかるシリーズ 地域のひみつ編
  - 埼玉県のひみつ[1][2]
  - 日本遺産 倉敷市のひみつ
- 嫌われ者の悪役令息に転生したのに、なぜか周りが放っておいてくれない（原作：AteRa）